# Йордан, Вильгельм (геодезист)
Вильге́льм Йо́рдан (нем. Wilhelm Jordan; 1 марта 1842, Эльванген — 17 апреля 1899, Ганновер) — немецкий геодезист. Известен тем, что исследовал Ливийскую пустыню.

## Биография
В 1868 году был назначен профессором геодезии в Политехникуме в Карлсруэ.
В 1873—1874 годах участвовал в экспедиции Герхарда Рольфса, исследовавшего Ливийскую пустыню; по итогам опубликовал труд «Физическая география и метеорология Ливийской пустыни» (нем. Physische Geographie und Meteorologie der Libyschen Wüste; Кассель, 1876). С 1873 года — соредактор периодического издания по геодезии «Zeitschrift für Vermessungswesen». Опубликовал также монографию «Немецкая геодезия» (нем. Das deutsche Vermessungswesen; Штутгарт, 1880, совместно с Карлом Штеппесом), «Справочник по геодезии» (нем. Handbuch der Vermessungskunde; 4 изд., Штутгарт, 1893) и др. С 1881 года — профессор Ганноверской высшей технической школы.
Занимался также и математикой — в этой области известен модификацией метода Гаусса, получившей название метод Гаусса — Йордана (часто называемого методом Гаусса — Жордана).